# Phyxium lanatum
Phyxium lanatum là một loài bọ cánh cứng trong họ Cerambycidae.